# Eugene McGinley
Eugene McGinley, né le 31 juillet 1935 à Chipman et mort le 16 juillet 2019, est un avocat et un homme politique canadien, anciennement député libéral de Grand Lake-Gagetown à l'Assemblée législative du Nouveau-Brunswick.

## Biographie
Eugene McGinley est né à Chipman, au Nouveau-Brunswick. Il obtient son diplôme d'études secondaires en 1953 et obtient un baccalauréat en arts avec concentration en économie de l'Université du Nouveau-Brunswick en 1957. Il réussit une maîtrise en arts avec concentration en économie l'année suivante. Récipiendaire d'une bourse Sir James Dunn, il est diplômé en droit civil de l'Université du Nouveau-Brunswick en 1962. Il étudie ensuite le droit civil et le droit international au Texas. Il pratique le droit à Bathurst entre 1963 et 1991, où il exerce souvent en tant qu'arbitre en relations de travail. Il reçoit le titre de conseiller de la reine en 1985.
Eugene McGinley est membre de l'Association libérale du Nouveau-Brunswick et s'implique dans la politique provinciale depuis l'âge de 17 ans. Il est élu à la 47e législature pour représenter la circonscription de Bathurst à l'Assemblée législative du Nouveau-Brunswick lors de l'élection partielle du 11 décembre 1972. Cette élection est rendue nécessaire à la suite de la mort du député Henry Havelock Williamson. Eugene McGinley est réélu à la 48e législature le 18 novembre 1974, lors de la 48e élection générale.
Eugene McGinley est élu à la 55e législature le 9 juin 2003 lors de la 55e élection générale pour représenter la circonscription de Grand Lake. Il a siégé au Comité permanent des projets de loi d'intérêt privé et au Comité permanent de modification des lois. En tant que membre de l'Opposition officielle, il a été porte-parole dans les domaines liés aux personnes âgées.
Eugene McGinley est élu à la 56e législature pour représenter la nouvelle circonscription de Grand Lake-Gagetown le 18 septembre 2006, lors de la 56e élection générale. Il est élu président de la Chambre le 6 février 2007. Il assermenté au Conseil exécutif le 31 octobre 2007 et devient ministre d'État aux Aînés et ministre d'État à l'Habitation dans le gouvernement de Shawn Graham. Il conserve ces postes jusqu'au 12 novembre 2008. Il est actuellement membre du Comité permanent des corporations de la Couronne, du Comité permanent de modification des lois et du Comité permanent des prévisions budgétaires, en plus de siéger au Comité spécial de l'apprentissage continu.
Il n'est pas candidat lors de la 57e élection générale, en 2010.
Il a été président du Club Lions, de l'Association pulmonaire du Nouveau-Brunswick, de la Société de la sclérose en plaques et des Infirmières de l'Ordre de Victoria et du Bathurst Planning Appeal Board. Il a aussi été économiste auprès du Conseil économique des provinces de l'Atlantique. Il a finalement été président président de la Commission du travail et de l'emploi du Nouveau-Brunswick durant cinq ans avant son élection en 2003.
Sa première épouse, Alberta, est décédée. Le couple a eu 3 fils, 2 filles, 2 belles-filles et 12 petits-enfants alors qu'ils résidaient à Bathurst. Il est actuellement l'époux de Anne Marie et le couple réside à Chipman.